# Alice Pechriggl
Alice Pechriggl (* 2. Oktober 1964 in Wien) ist eine österreichische Philosophin, Psychotherapeutin und Professorin für Philosophie an der Universität Klagenfurt.

## Akademischer Werdegang
Sie studierte von 1983 an Philosophie (Hauptfach) und Politikwissenschaften (Diplom 1987) an der Universität Wien, wo sie 1990 in Philosophie promovierte (Betreuerin Herta Nagl-Docekal). Nach Studienaufenthalten in Florenz und Paris arbeitete sie von 1990 bis 1998 an der École des hautes études en sciences sociales (EHESS) mit Cornelius Castoriadis (directeur d’études) und Nicole Loraux an ihrer thèse de doctorat en philosophie et sciences sociales, die sie 1998 verteidigte. Im Jahr 1999 habilitierte sie sich für das Fach Philosophie an der Universität Wien. Sie war Mitveranstalterin der 6. Österreichischen Frauensommeruni "Autonomie in Bewegung" (1990) und zahlreicher universitärer Tagungen auf den Gebieten der Philosophie, Psychoanalyse und Geschlechterforschung. 
Nach Gastprofessuren an der Université Paris VIII, Saint Denis (2000) und an der Université Paris I, Sorbonne (2002) sowie am Gender Kolleg für Graduierte der Universität Wien (2000–2002) erhielt sie 2002 einen Ruf auf eine Professur für Philosophie (Geschichte der Philosophie und Begriffsgeschichte) an der Universität Klagenfurt. Sie lehrt dort seit 2003.
Von 2000 bis 2011 absolvierte Pechriggl eine psychoanalytische Psychotherapieausbildung in Wien und arbeitet seither nebenberuflich als Psychotherapeutin (Gruppenpsychoanalyse und psychoanalytische Psychotherapie). Seit 2020 ist sie Lehrtherapeutin der Sektion Gruppenpsychoanalyse im ÖAGG und Mitglied von Scientists for Future.

## Werke (Monographien)
- Castoriadis: Denker der Revolution – Revolution des Denkens. transcript, Bielefeld 2022, ISBN 978-3-8376-5962-7
- Agieren und Handeln. Studien zu einer philosophisch-psychoanalytischen Handlungstheorie. transcript, Bielefeld 2018, ISBN 978-3-8376-4261-2
- Eros. UTB, Stuttgart 2009, ISBN 978-3-8385-3050-5.
- Chiasmen. Antike Philosophie von Platon zu Sappho – von Sappho zu uns. transcript, Bielefeld 2006, ISBN 978-3-8394-0536-9
- Corps transfigurés. Stratifications de l’imaginaire des sexes/genres. 2 Bände, Paris 2000
- Utopiefähigkeit und Veränderung. Der Zeitbegriff und die Möglichkeit kollektiver Autonomie. Centaurus Verlag, Pfaffenweiler 1993, ISBN 3-89085-798-1
- mit Gudrun Perko: Phänomene der Angst. Geschlecht – Geschichte – Gewalt. Wiener Frauenverlag, Wien 1996, ISBN 978-3-85286-028-2.